# Philodina acuticornis
Philodina acuticornis ist eine Art von Rädertierchen der Ordnung Bdelloida. Sie leben im Süßwasser und sind vermehrt in abgestandenen Gewässern, wie Seen, vorzufinden. Sie sind global verbreitet und einer der häufigsten Rädertierchenarten.

## Merkmale
Sie sind winzige wurmartige Tierchen, die Größen von nur 125–140 Mikrometern erreichen und somit nur kaum, als kleine Pünktchen im Wasser, mit dem bloßen Auge sichtbar sind. Philodina acuticornis verfügt über einen klar segmentierten Körperbau, der in Schwanz, Rumpf und Kopf unterteilt wird. Am Vorderende sitzt das eindeutig erkennbare und charakterisierende Räderorgan.
Wie die Bärtierchen sind sie ebenfalls, leider in Vergessenheit geratene, talentierte Überlebenskünstler. Werden die Umgebungsbedingungen zu harsch, rollen sich die Rädertierchen in kleine Kugeln zusammen. In diesem Ruhestadium durchlaufen sie eine Anhydrobiose, eine Form der Kryptobiose. Demzufolge trocknen sie beinahe vollständig aus und der Stoffwechsel kommt zum Erliegen. In diesem Stadium überdauern sie extreme Trockenheit, Kälte, radioaktive Strahlung und das Vakuum. In der erwähnten Anhydrobiose können sie ebenfalls tausende Jahre lang ruhen.

## Lebensweise und Fortpflanzung
Während der Nachwuchs aus dem Ei schlüpft besitzt er bereits eine festgelegte Anzahl an Zellen (Eutelie). Das Wachstum wird daher nur durch das zelleigene Wachsen verursacht. Mit dem am Kopfende liegenden Räderorgan bildet das Tierchen einen kleinen Strudel, durch den Bakterien und Algen als Nahrung in die Mundöffnung gesogen werden. Um effektiv die Beute aus dem Wasser zu filtern, kleben sie sich mit ihrem Schwanzende an kleinen Partikeln oder größeren Lebewesen fest. Im freien Wasser bewegen sie sich durch das „Rudern“ der am Räderorgan befestigten Zilien und Rotation um die bilaterale Körperachse fort. In trockeneren oder flacheren Gegenden, kommen sie mit wurmähnlichem Kriechen voran.
Bei Philodina acuticornis gibt es ausschließlich Weibchen, weshalb keine sexuelle Vermehrung möglich ist. Daher befruchtet das Individuum seine Eizellen durch Parthenogenese selbst, ein seltenes Phänomen im Tierreich. Beim Nachwuchs handelt es sich daher um eine fast identische Kopie der Mutter. Um ein Aussterben der Art durch negative Genmutationen zu verhindern, die ohne geschlechtliche Reproduktion auftreten würden, klauen sich die Tierchen Gene aus dem Erbgut der Beute (Horizontaler Gentransfer). Aufgrund ihrer Winzigkeit können sie nur ein Ei gleichzeitig ablegen.

## Belege
- Philodina acuticornis auf eol.org
- Philodina acuticornis auf mindat.org
- Philodina acuticornis auf dem National Institute for Environmental Studies